# Distrito de Julcamarca
El distrito de Julcamarca (en quechua: Qullqamarka) es uno de los doce que conforman la provincia de Angaraes, ubicada en el departamento de Huancavelica, en la sierra del Perú.

## Historia
Julcamarca es un distrito con abundante vestigios históricos de las culturas huarpa, huari, chanca, inca y virreinal. Fue constituido a inicio de la colonización española; al crearse el virreinato en 1542 Julcamarca aparece como doctrina, compuesta por tres pueblos: Congalla (Qonqalla), Julcamarca (Qullqamarka) y Pata. La creación distrital data de 1784, casi con la misma antigüedad de la capital de la provincia de Churcampa, Acobamba y Lircay.

## Geografía
El distrito abarca una superficie de 48.61 km²

## Autoridades

### Municipales
- 2019 - 2022[1]
  - Alcalde: Wolker Paul Flores Ccencho, del Movimiento Regional Ayni.
  - Regidores:

  1. Dioscorides Manrique Ricalde (Movimiento Regional Ayni)
  2. Cesar Huamaní (Movimiento Regional Ayni)
  3. Blanca Celia Leiva Pérez (Movimiento Regional Ayni)
  4. Enely Perlacios Lima (Movimiento Regional Ayni)
  5. Moisés Paucar Toro (Democracia Directa)

Alcaldes anteriores
- 2014-2018:[2] Isaac Rivera Morales, Movimiento Independiente Regional - AYLLU Huancavelica.

## Festividades
- Señor de Amo- 1 de enero
- Santísima Virgen del Perpetuo Socorro - 27 de junio
- Virgen del Carmen - 16 de julio
- Virgen del Rosario - 7 de octubre
- Fiesta del Niño Jesus- 25 de diciembre
- Virgen de Cocharcas-07 de Setiembre
- Aniversario del Colegio Jesús Nazareno - 25 de setiembre
- Aniversario del Distrito - 7 de julio
- Virgen de Asunción de la Comunidad Campesina de Yuraccocha 15 de agosto